# Metiochos (Bildhauer)
Metiochos (altgriechisch Μητίοχος) war ein antiker griechischer Bildhauer.
Metiochos ist nur von zwei Signaturen auf Basen aus Oropos bekannt. Beide waren für Reiterstandbilder vorgesehen und werden um das Jahr 300 v. Chr. datiert. Bildwerke sind nicht überliefert beziehungsweise können ihm nicht zugeschrieben werden. Die Basen wurden später wiederverwertet.